# Денсик, Давид
Карл Давид Себастьян Денсик (швед. Karl David Sebastian Dencik; род. 31 октября 1974, Стокгольм, лен Стокгольм, Швеция) — шведский и датский актёр и продюсер.

## Биография
Отец Давида Денсика был психологом, мать — кинокритиком; его старший брат Дэниэл (род. 1974) — писатель и режиссёр. Давид с рождения жил в Копенгагене, в 1999 года он переехал в Стокгольм, где учился в Театральной академии до 2003 года.
Рост актёра — 175 см.

## Карьера
Давид играл роли в Королевском драматическом театре. Карьеру в кино он начал с 1999 года. Давид Денсик принимал участие в следующих фильмах и телесериалах: «Реконструкция», «Убийство», «Девушка с татуировкой дракона», «Миллениум», «Борджиа», «Боевой конь», «Девушка с татуировкой дракона», «Королевский роман» и др. Денсик снимается как в шведских, так в датских и американских фильмах. Сотрудничал с кинорежиссёрами: Стивеном Спилбергом, Дэвидом Финчером, Томасом Альфредсоном и др.

## Личная жизнь
Жена — Софи, юрист по образованию. В 2014 году у них родилась дочь. Давид с семьёй живёт в Копенгагене.

## Избранная фильмография
| Год       |     | Русское название                  | Оригинальное название           | Роль                   |
| --------- | --- | --------------------------------- | ------------------------------- | ---------------------- |
| 2003      | ф   | Реконструкция                     | Reconstruction                  | бармен                 |
| 2004      | ф   | Вавилонская болезнь               | Babylonsjukan                   | Стефан                 |
| 2007      | с   | Убийство                          | Forbrydelsen                    |                        |
| 2007      | ф   | Эрик Ницше                        | Erik Nietzsche - De unga åren   | Зелько                 |
| 2008      | ф   | Кандидат                          | Kandidaten                      | Майкл                  |
| 2009      | ф   | Братство                          | Broderskab                      | Джимми                 |
| 2009      | ф   | Девушка с татуировкой дракона     | Män som hatar kvinnor           | Янне Дальман           |
| 2010      | с   | Миллениум                         | Millenium                       | Янне Дальман           |
| 2010      | ф   | Роза Морена                       | Rosa Morena                     | Якоб                   |
| 2011      | ф   | Шпион, выйди вон!                 | Tinker, Tailor, Soldier, Spy    | Тоби Эстерхейз         |
| 2011      | ф   | Боевой конь                       | War Horse                       | офицер                 |
| 2011      | ф   | Девушка с татуировкой дракона     | The Girl with the Dragon Tattoo | молодой Морель         |
| 2012      | ф   | Агент Хамилтон: В интересах нации | Hamilton: I nationens intresse  | Томас Тидеман          |
| 2012      | ф   | Королевский роман                 | En kongelig affære              | Уве Хёх-Гульдберг      |
| 2013      | с   | Борджиа                           | The Borgias                     | кардинал Орсини        |
| 2013      | ф   | Мы — лучшие!                      | Vi är bäst!                     | папа Клары             |
| 2014      | ф   | Мистериум. Охотники на фазанов    | Fasandræberne                   | Ульрик                 |
| 2014      | ф   | Местный                           | The Homesman                    | Тор Свендсен, муж Гро  |
| 2014      | ф   | Серена                            | Serena                          | Бьюкенен               |
| 2015      | ф   | Похищение Фредди Хайнекена        | Kidnapping Freddy Heineken      | Аб Додерер             |
| 2015      | ф   | Мужчины и куры                    | Mænd & høns                     | Габриель               |
| 2015      | ф   | Затмение                          | Regression                      | Джон Грей              |
| 2015      | с   | Последние пантеры                 | The Last Panthers               | Гийом фон Рис          |
| 2016      | ф   | Торденшельд и Колд                | Tordenskjold & Kold             | доктор Мабузе          |
| 2016      | ф   | Настанет день                     | Der kommer en dag               | инспектор Хартманн     |
| 2017      | ф   | Снеговик                          | The Snowman                     | Идар Ветлесен          |
| 2017      | с   | Вершина озера                     | Top of the Lake                 | Александр «Пусс» Браун |
| 2018—2018 | с   | Макмафия                          | McMafia                         | Борис Годман           |
| 2019      | мтф | Чернобыль                         | Chernobyl                       | Михаил Горбачёв        |
| 2019      | ф   | Реальная любовь в Нью-Йорке       | The Kindness of Strangers       | Ларс                   |
| 2019      | ф   | В ожидании варваров               | Waiting for the Barbarians      | помощник Магистрата    |
| 2021      | ф   | Не время умирать                  | No Time To Die                  | Валдо Обручев          |

## Награды
- 2007: «Роберт» в категории Лучший актёр в фильме «Мыло» (En såpa, 2006)
- 2010: «Золотой жук» в категории Лучший актёр второго плана в фильме «Корнелис» (Cornelis, 2010)